# Balans (scheikunde)
Een balans geeft de verandering van een hoeveelheid van een grootheid in een systeem weer. Balansen worden gebruikt voor het beschrijven van transportverschijnselen in de scheikunde en de natuurkunde. Een balans is als volgt opgebouwd:
hoeveelheid in - hoeveelheid uit + productie = ophoping
Er kunnen verschillende soorten balansen onderscheiden worden. De belangrijkste daarvan zijn de massabalans, de molbalans, de energiebalans en de impulsbalans.

## Massabalans
De massabalans van stof A beschrijft de hoeveelheid massa van een stof A (mA) die een systeem binnenkomt, eruit gaat en erin geproduceerd wordt in een bepaalde tijd. Hij is gebaseerd op de wet van behoud van massa. De massa die het systeem per seconde binnenkomt wordt het instromende massadebiet (Fm,in,A) genoemd. In plaats van debiet spreekt men ook wel van stroom of flux. De eenheid van massadebiet is in kilogram per seconde (kg/s). De massa die het systeem per seconde verlaat is het uitgaande massadebiet (Fm,uit,A). De productiesnelheid van A (Pm,A) wordt ook weergegeven in kg/s en is positief als A gevormd wordt en is negatief als A wegreageert (door middel van een chemische reactie). 
De som van het ingaande debiet, het uitgaande debiet en de productiesnelheid is de ophoping. De ophoping wordt weergegeven met een differentiaalvergelijking, die de afgeleide van de massa naar de tijd weergeeft. De totale massabalans ziet er nu als volgt uit:
{\displaystyle F_{\mathrm {m,in,A} }-F_{\mathrm {m,uit,A} }+P_{\mathrm {m,A} }={\frac {dm_{\mathrm {A} }}{dt}}}
Dit wordt ook wel een differentiële massabalans genoemd. Door deze te integreren verkrijgt men een geïntegreerde massabalans, waarmee de massa van stof A op een bepaald tijdstip bepaald kan worden.

## Molbalans
Het principe achter een molbalans is hetzelfde als bij een massabalans alleen worden de debieten, de productiesnelheid en de ophoping nu niet bepaald in massa A per tijdseenheid maar hoeveelheid mol A (nA) per tijdseenheid. De eenheden van de moldebieten, de productiesnelheid en de ophoping zijn dan in mol per seconde (mol/s). De balans ziet er als volgt uit:
{\displaystyle F_{\mathrm {n,in,A} }-F_{\mathrm {n,uit,A} }+P_{\mathrm {n,A} }={\frac {dn_{\mathrm {A} }}{dt}}}
Molbalansen worden (net als massabalansen) veel gebruikt in de reactorkunde om de hoeveelheid stof in een chemische reactor te bepalen. Vaak wordt daarbij elke term gedeeld door het volume om concentraties te verkrijgen.

## Energiebalans
De energiebalans is gebaseerd op de wet van behoud van energie en beschrijft de verandering van de totale hoeveelheid energie (E) van het systeem. Deze verandering wordt bepaald door de energiestroom door massa die het systeem ingaat (Fe,in), de energiestroom door massa die het systeem uitgaat (Fe,uit), de energiestroom door warmte die het systeem in of uitgaat (Fq), de energiestroom ten gevolge van arbeid die op het systeem wordt verricht (Fw) en de energieproductie ten gevolge van een chemische reactie (Pe). De eenheden zijn in joule per kilogram (J/kg). De energiebalans ziet er dan als volgt uit:
{\displaystyle F_{\mathrm {e,in} }-F_{\mathrm {e,uit} }+F_{\mathrm {q} }+F_{\mathrm {w} }+P_{\mathrm {e} }={\frac {dE}{dt}}}

## Impulsbalans
De impulsbalans is gebaseerd op de wet van behoud van impuls. De impuls (p) is echter een vectorgrootheid die naast een grootte ook nog een richting heeft. Daarom moeten er in een cartesisch coördinatenstelsel drie balansen worden opgesteld: één in de x-richting, één in de y-richting en één in de z-richting. Bij elke balans wordt de verandering van de impulsstroom in die richting in de tijd bepaald door: de impulsstroom in die richting het systeem in (pin), de impulsstroom in die richting het systeem uit (puit) en de productie van de impuls in die richting (Pp). De eenheden zijn in newton (N). De balansen zien er als volgt uit:
{\displaystyle F_{\mathrm {p,x,in} }-F_{\mathrm {p,x,uit} }+P_{\mathrm {p,x} }={\frac {dp_{\mathrm {x} }}{dt}}}
{\displaystyle F_{\mathrm {p,y,in} }-F_{\mathrm {p,y,uit} }+P_{\mathrm {p,y} }={\frac {dp_{\mathrm {y} }}{dt}}}
{\displaystyle F_{\mathrm {p,z,in} }-F_{\mathrm {p,z,uit} }+P_{\mathrm {p,z} }={\frac {dp_{\mathrm {z} }}{dt}}}